# 東急レールウェイサービス
株式会社東急レールウェイサービス（英: TOKYU RAILWAY SERVICE Co., Ltd.）は、かつて存在した東急グループの企業。1999年（平成11年）6月設立。東京急行電鉄（当時、現：東急株式会社）100%出資の子会社として設立された。

## 概要
東急電鉄から委託を受け、同社の一部の駅業務の受託（ステーションサービス）を行う企業として設立され、駅周辺にある駐輪場の運営・管理、電車とバスの博物館の運営などを行っていた。2012年4月までは横浜高速鉄道みなとみらい線の駅業務も担当していた。
大手私鉄における分離子会社によるステーションサービス（駅事業の委託・外注化）としては早期のもので、同1999年4月には京王設備サービスが鉄道関連事業部を設置して駅管理業務の受託を始めているが、駅業務委託のため新規に設立された分離子会社としては先駆けとなる。翌2000年以降は、駅業務委託のための分離子会社を設立する鉄道事業者が増えることとなった。
2019年10月1日の東急グループ内の再編（持株会社化）により、東急株式会社の鉄道事業が東急電鉄株式会社に移管された。これに伴い、前日の2019年9月30日をもって東急レールウェイサービスの全社員が東急電鉄株式会社へ異動となり、同日をもって同社は駅業務、駐輪場管理業務、電車とバスの博物館の運営業務を終了した。
2020年7月15日をもって清算結了し、法人格が消滅した。